# 262
262 (CCLXII) var ett normalår som började en onsdag i den julianska kalendern.

## Händelser

### Okänt datum
- Sankt Dionysius (Saint Denis), sedermera Frankrikes skyddshelgon, mördas och blir martyr i Paris.
- Goterna bränner ner det ursprungliga Artemistemplet i Efesos.

## Avlidna
- Sankt Dionysius, franskt skyddshelgon (mördad)
- Valerianus, romersk kejsare (möjligen död detta år; i fångenskap)
- Xi Kang, kinesisk författare